# ترکه، اسپانیا
ترکه (اسپانیایی: Terque‎) دهستانی در استان آلمریای اسپانیا است.
در این دهستان ۴۶۳ نفر زندگی می‌کنند. مساحت این دهستان ۱۶ کیلومتر مربع است.